# マルグリット・ロージェ
| (1247) メモリア         | 1932年8月30日  |
| (1426) リヴィエラ       | 1937年4月1日   |
| (1461) ジャン＝ジャック | 1937年12月30日 |
| (1651) ベーレンス       | 1936年4月23日  |
| (1681) シュタインメッツ | 1948年11月23日 |
| (1690) マイローファー   | 1948年11月8日  |
| (1730) マルセリーヌ     | 1936年10月17日 |
| (1755) ローバック       | 1936年11月8日  |
| (1884) スキップ         | 1943年3月2日   |
| (2068) ダン・グリーン   | 1948年1月8日   |
| (2106) ユゴー           | 1936年10月21日 |
| (2384) シュルホフ       | 1943年3月2日   |
| (2393) 鈴木             | 1955年11月17日 |
| (2677) ジョーン         | 1935年3月25日  |
| (3220) 村山             | 1951年11月22日 |
| (3568) アスキー         | 1936年10月17日 |
| (4649) 洲本             | 1936年12月20日 |
| (4909) クートー         | 1949年9月28日  |
| (6887) 蓮尾             | 1951年10月24日 |
| (10449) 詫間            | 1936年10月16日 |
| (20959) 1936 UG         | 1936年10月21日 |

マルグリット・ロージェ (Marguerite Laugier、1896年9月12日 – 1976年6月10日 ) はフランスの天文学者。旧姓はロム（Lhomme）。
1930年から1950年まで、フランスのニース天文台の職員として勤務した。当時は「ロージェ夫人 (Madame Laugier)」とも名乗っていた。彼女は生涯を通じて21個の小惑星を発見した（中には自身命名できずに後に命名されたものもある）。
小惑星 (1597) ロージェは彼女に因んで名付けられた。